# Kym Howe
Kym Michelle Howe-Nadin (ur. 12 czerwca 1980 w Perth) – australijska lekkoatletka specjalizująca się w skoku o tyczce.
Jej rekord życiowy wynosi 4,72 m i został ustanowiony w 10 lutego 2007 w Doniecku, na stadionie jej rekord wynosi 4,65 m (2007). Mistrzyni Australii z 2006 roku, gdzie pokonała wicemistrzynię olimpijską z Sydney, Tatianę Grigorievą.

## Osiągnięcia
| Rok  | Zawody                                           | Miejsce                     | Rezultat |
| ---- | ------------------------------------------------ | --------------------------- | -------- |
| 1998 | Mistrzostwa Świata Juniorów w Lekkoatletyce 1998 | Annecy, Francja             | 11       |
| 2002 | Igrzyska Wspólnoty Narodów 2002                  | Manchester, Wielka Brytania | 2        |
| 2006 | Igrzyska Wspólnoty Narodów 2006                  | Melbourne, Australia        | 1        |
| 2006 | Światowy Finał IAAF                              | Stuttgart, Niemcy           | 7        |
| 2007 | Mistrzostwa Świata w Lekkoatletyce               | Osaka, Japonia              | 11       |